# Floresta (Buenos Aires)
Pour les articles homonymes, voir Floresta (homonymie).
Floresta est un des quarante-huit quartiers de Buenos Aires.